# Константа Эмбри — Трефетена
Константа Эмбри — Трефетена — это математическая константа в теории чисел, обозначаемая β*. Приближённое значение константы 0,70258.
Названа в честь математиков Марка Эмбри и Ллойда Н. Трефетена.

## Описание
Для некоторого положительного числа {\displaystyle \beta } рассмотрим рекуррентную последовательность:
{\displaystyle x_{n+1}=x_{n}\pm \beta x_{n-1}}
где знак в сумме, плюс или минус, выбирается для каждого n случайно, с равной вероятностью.
Можно доказать, что для любого  {\displaystyle \beta }, предел
{\displaystyle \sigma (\beta )=\lim _{n\to \infty }({|x_{n}|}^{1/n})}
существует почти наверняка.
Таким образом,
{\displaystyle \sigma <1} при {\displaystyle 0<\beta <\beta ^{*}} и  {\displaystyle \sigma >1} при {\displaystyle \beta >\beta ^{*}}.
Для других значений {\displaystyle \sigma } получаем:
{\displaystyle \sigma (1)=1{,}13198824...}(константа Висваната)
{\displaystyle \sigma (\beta ^{*})=1}